# 文部
文部，漢字索引中的部首之一，康熙字典214個部首中的第六十七個（四劃的則為第七個）。在傳統漢字與中文簡化字中，其都被歸為四劃部首。文部通常是從上、下、左、中方均可為部字。且無其他部首可用者將部首歸為文部。

## 部首單字解釋
1.ㄨㄣˊ，①事物交錯形成的現象。②花紋。③刺劃。④記錄語言情意的符號。⑤典籍。⑥集合字句而成的篇章。⑦禮樂制度。⑧法令條文。⑨禮儀。⑩指外觀的美，與質相對。⑪非軍事武力的，與武相對。⑫高雅的、有修養的。⑬柔和的、緩慢的。⑭錢幣的單位。⑮姓。見萬姓統譜 · 二〇。
2.ㄨㄣˋ，掩飾。見廣雅 · 釋詁。

## 字形

甲骨文
金文
大篆
小篆

## 名稱
- 漢語：文部　（拼音：wénbù　注音：ㄨㄣˊ ㄅㄨˋ）
- 日語：
- 朝鲜語：

## 字例
| 除部首外之筆劃 | 字例 -{  |
| -------------- | -------- |
| 0              | 文       |
| 2              | 齐       |
| 3              | 㪯斈     |
| 4              | 斉𣁄     |
| 6              | 㪰斊斋   |
| 7              | 斍斎斏   |
| 8              | 斌斐斑𣁔 |
| 9              | 㪱𩖰斒   |
| 14             | 𣁦       |
| 15             | 斔       |
| 17             | 斕       |
| 19             | 斖 }-    |